# コンキリエ

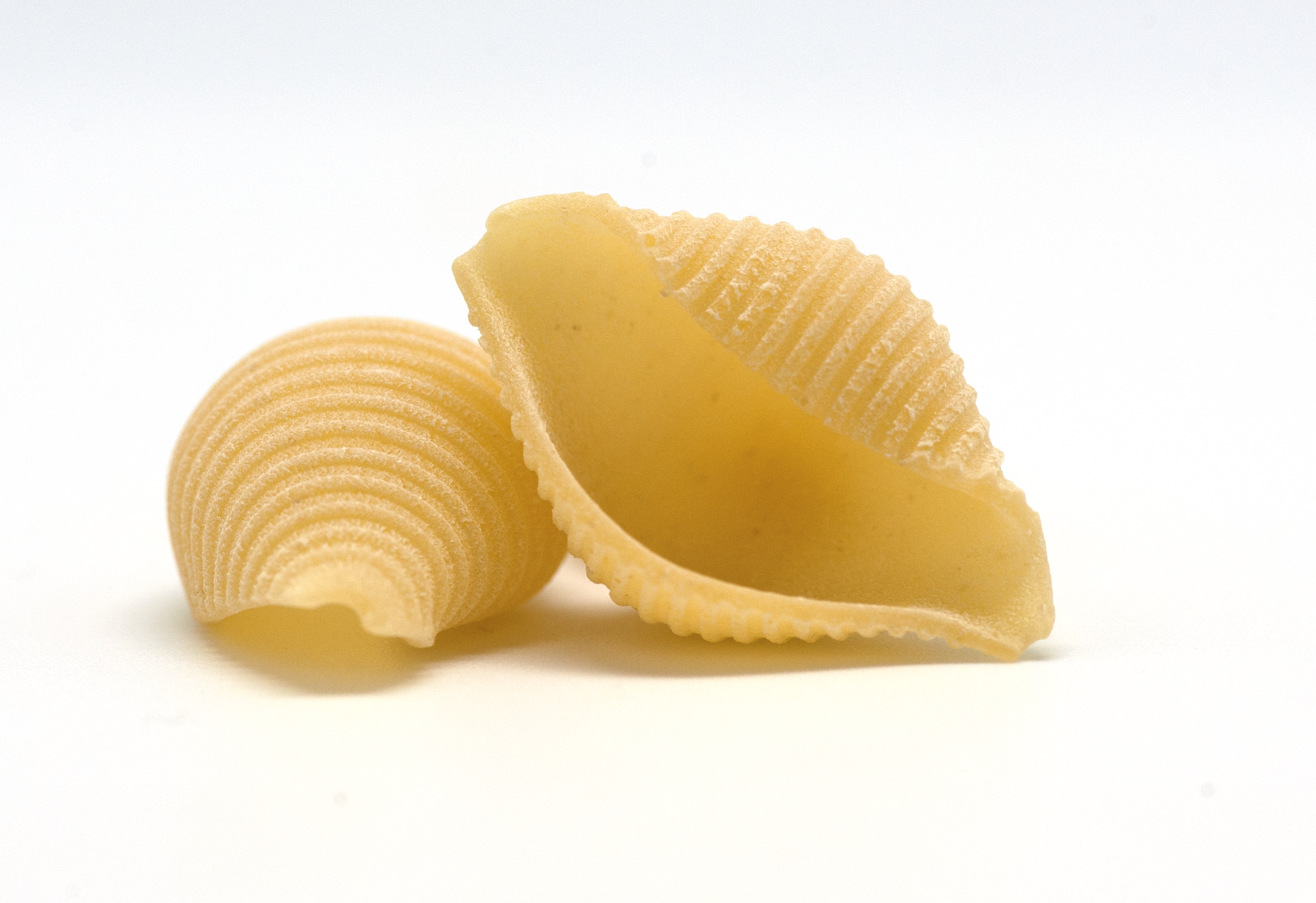
コンキリエ

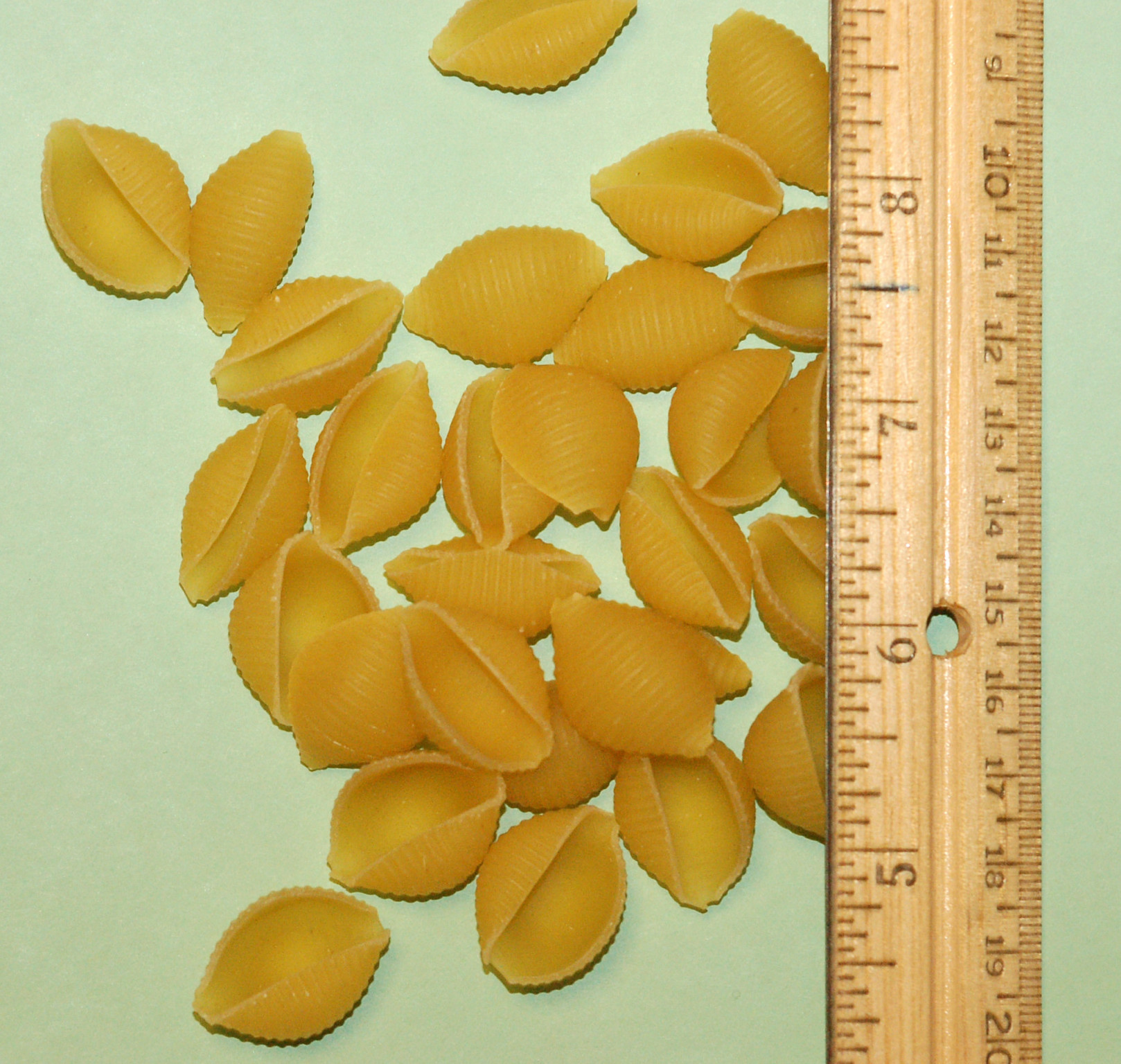
コンキリエ

コンキリエ（イタリア語: conchiglie）とは、イタリア語で貝殻を意味する言葉で、その名の通りに貝殻の形をしたショートパスタを指す。コンキリエとは複数形であり、単数形はコンキリア (conchiglia) である。また大型の物はコンキリオーニ (conchiglioni) と、小型の物はコンキリエッテ (conchigliette) と言う。
いずれも、通常はデュラム小麦から作られる。トマトペースト、ほうれん草ペースト、イカ墨などの天然色素で着色されたものもある。
その特徴的な形状のおかげで、パスタソースがよく絡む。またその形状を生かし、中に小さな具が入るような料理法を取ることが多い。大型のコンキリオーニも中に具を詰めて供されることがある。